# Silici natiu
El silici o silici natiu és un mineral de la classe dels elements natius. El seu sinònim és el codi IMA IMA1982-099.

## Classificació
El silici natiu es troba classificat en el grup 1.CB.15 segons la classificació de Nickel-Strunz (1 per a Elements natius; C per a Semimetalls i no-metalls i B per a família carboni - silici; el nombre 15 correspon a la posició del mineral dins del grup). En aquesta classificació comparteix grup amb el grafit, fullerita, diamant, lonsdaleïta i la chaoïta. En la classificació de Dana el mineral es troba al grup 1.3.7.1 (1 per a Elements natius i aliatges i 3 per a Semimetalls i no-metalls; 7 i 1 corresponen a la posició del mineral dins del grup). Dins la classificació de Dana comparteix grup amb el grafit, la fullerita, el diamant i la lonsdaleïta.

## Característiques
El silici natiu és un mineral de fórmula química Si. Cristal·litza en el sistema cúbic. La seva duresa a l'escala de Mohs és 7.

## Formació i jaciments
Es troba en exhalacions volcàniques i en inclusions menors en or i altres roques mantèl·liques. També es forma sintèticament, procés pel qual aconsegueix una elevada puresa i s'utilitza com a semiconductor. S'ha descrit a Àsia i Amèrica del Nord.